# DDR-Badmintonmeisterschaft 1980
Die DDR-Badmintonmeisterschaft 1980 fand vom 31. Mai bis zum 1. Juni 1980 in Gotha statt. Es war die 20. Austragung der Titelkämpfe.

## Medaillengewinner
| Disziplin    | Gold                                                                         | Silber                                                      | Bronze                                                                             |
| ------------ | ---------------------------------------------------------------------------- | ----------------------------------------------------------- | ---------------------------------------------------------------------------------- |
| Herreneinzel | Erfried Michalowsky (Einheit Greifswald)                                     | Edgar Michalowski (Einheit Greifswald)                      | Michael Franz (Einheit Greifswald)                                                 |
| Herreneinzel | Erfried Michalowsky (Einheit Greifswald)                                     | Edgar Michalowski (Einheit Greifswald)                      | Frank-Thomas Seyfarth (Fortschritt Tröbitz)                                        |
| Dameneinzel  | Monika Cassens (HSG Lok HfV Dresden)                                         | Ilona Michalowsky (Einheit Greifswald)                      | Angela Michalowski (Einheit Greifswald)                                            |
| Dameneinzel  | Monika Cassens (HSG Lok HfV Dresden)                                         | Ilona Michalowsky (Einheit Greifswald)                      | Petra Tobien (Kühlautomat Berlin)                                                  |
| Herrendoppel | Erfried Michalowsky Edgar Michalowski (Einheit Greifswald)                   | Michael Franz Thomas Mundt (Einheit Greifswald)             | Steffen Körbitz Andreas Benz (HSG Lok HfV Dresden)                                 |
| Herrendoppel | Erfried Michalowsky Edgar Michalowski (Einheit Greifswald)                   | Michael Franz Thomas Mundt (Einheit Greifswald)             | Frank-Thomas Seyfarth Klaus Skobowsky (Fortschritt Tröbitz)                        |
| Damendoppel  | Monika Cassens Angela Michalowski (HSG Lok HfV Dresden / Einheit Greifswald) | Christine Zierath Ilona Michalowsky (Einheit Greifswald)    | Angelika Neubert Dagmar Friedrich (HSG Lok HfV Dresden)                            |
| Damendoppel  | Monika Cassens Angela Michalowski (HSG Lok HfV Dresden / Einheit Greifswald) | Christine Zierath Ilona Michalowsky (Einheit Greifswald)    | Petra Michalowsky Birgit Kämmer (Einheit Greifswald)                               |
| Mixed        | Edgar Michalowski Monika Cassens (Einheit Greifswald / HSG Lok HfV Dresden)  | Erfried Michalowsky Angela Michalowski (Einheit Greifswald) | Thomas Mundt Birgit Kämmer (Einheit Greifswald)                                    |
| Mixed        | Edgar Michalowski Monika Cassens (Einheit Greifswald / HSG Lok HfV Dresden)  | Erfried Michalowsky Angela Michalowski (Einheit Greifswald) | Frank-Thomas Seyfarth Ilona Michalowsky (Fortschritt Tröbitz / Einheit Greifswald) |